# 仲澤和馬
仲澤 和馬（なかざわ かずま）は、日本の物理学者。岐阜大学教育学部および岐阜大学大学院工学研究科シニア教授。理学博士(名古屋大学、1987年)。山梨県出身。
原子核乾板と呼ばれる特殊な写真フィルムを用いたダブルハイパー核の研究により、2020年仁科記念賞を受賞した。

## 受賞歴
- 2002年3月　  日本物理学会第７回論文賞: "Direct Observation of Sequential Decay of a Double Hypernucleus"
- 2011年6月　  岐阜大学職員表彰
- 2017年3月　  日本物理学会第22回論文賞: "The first evidence of a deeply bound state of Xi−–14N system"
- 2017年6月　  岐阜大学 功労者表彰
- 2020年10月   第66回 仁科記念賞:  "原子核乾板を用いたダブルストレンジネス原子核の研究"
- 2021年3月     日本物理学会第26回論文賞: "Observation of a Be double-Lambda hypernucleus in the J-PARC E07 experiment"

## 引用
1. 1 2  “resarchmap 仲澤和馬”. 2020年12月24日閲覧。
2. ↑  “2020年度(第66回)仁科記念賞”. 2020年12月24日閲覧。